# 上海宋城
上海宋城演艺王国·世博大舞台簡稱上海宋城，是位於中華人民共和國上海市浦東新區世博园区的一個演藝場所，前身是上钢三厂和上海世博會期間的寶鋼大舞臺。該場所由宋城演艺和上海世博集团投資，用地面积18039平方米，建筑面积41200平方米，內有三个剧场，座位將近6000個。
上海宋城於2021年4月29日開業。2023年7月4日，上海宋城改建而來的上海千古情景區開園。千古情景區繼續由宋城演藝運營，內有十多个剧院和表演场所。